# American Gothic (album)
American Gothic – trzeci album amerykańskiej grupy Creature Feature, grającej rock gotycki, wydany przez Villains & Vaudevillians Records.

## Lista utworów
Opracowano na podstawie materiału źródłowego..
1. "American Gothic" – 5:17
2. "The Netherworld" – 4:42
3. "Nearly Departed" – 3:58
4. "Mad House" – 4:22
5. "Here There Be Witches" – 5:52
6. "Dem Bones" – 3:51
7. "Haunted" – 3:36
8. "Spill Your Guts" – 4:47
9. "Wake The Dead" – 5:26
10. "A Feast For The Worms" – 4:34